# زانکت فلوریان ام‌این
زانکت فلوریان ام‌این (به آلمانی: Sankt Florian am Inn) یک منطقهٔ مسکونی در اتریش است که در ناحیه شاردینگ واقع شده است. زانکت فلوریان ام‌این ۲۴٬۱۶ کیلومتر مربع مساحت دارد ۳۲۱ متر بالاتر از سطح دریا واقع شده است.